# Piazza Cola di Rienzo
Piazza Cola di Rienzo è una delle piazze di Roma, nel cuore del rione Prati.

## Storia
La nascita della piazza, come tutta l'omonima via e il resto del rione Prati, fu prevista nel piano regolatore del 1873, la cui effettiva e rigorosa realizzazione fu completata durante l'amministrazione comunale di Roma del sindaco Ernesto Nathan (1907 - 1914). L'asse del nuovo quartiere della Roma capitale del Regno d'Italia era fissato in via Cola di Rienzo, che, iniziando da Piazza del Risorgimento, terminava in Piazza della Libertà, su un asse ideale che prolungato oltre il Tevere raggiunge Piazza del Popolo. Piazza Cola di Rienzo si veniva a trovare dunque al centro del nuovo rione, il ventesimo seguendo la numerazione degli altri rioni storici di Roma. Negli anni venti la piazza seguì la fortuna dell'omonima via: i grandi caseggiati che costeggiavano la piazza si riempirono di grandi negozi di moda, di ricercatezze culinarie e di caffè.

## Toponomastica
La piazza, così come l'omonima via, è dedicata al tribuno e senatore romano Nicola Gabrini figlio di Lorenzo, detto Cola di Rienzo (1313- 1354).

## Architettura
La piazza è un tipico esempio dello stile umbertino di fine XIX secolo. Il suo perimetro è rettangolare, sviluppato sull'asse di via Cola di Rienzo e tagliata perpendicolarmente dall'asse di via Cicerone e via Marcantonio Colonna. I palazzi che vi si affacciano sono in gran parte risalenti al periodo compreso tra l'ultimo ventennio del 1800 e la prima metà del 1900, con successivi ampliamenti e sopraelevazioni, sebbene taluni edifici più moderni siano stati costruiti successivamente a discapito di villette preesistenti. Da notare il palazzetto della sede storica dell'Istituto per il credito sportivo, ultimo edificio superstite di stile liberty ad affacciarsi direttamente sulla piazza.